# Ernest Moutoussamy
Ernest Moutoussamy, né le 7 novembre 1941 à Saint-François, est un enseignant, un écrivain et un homme politique guadeloupéen issu d’une famille d’origine indienne.

## Biographie
Il naît le 7 novembre 1941 à Saint-François dans une famille rurale et analphabète. Il grandit dans les champs de cannes à sucre. Il mène des études et obtient un diplôme universitaire d'études littéraires.
Devenu professeur de lettres, il est suppléant du député communiste Hégésippe Ibéné en 1973. Il est élu en 1981 député de la 1re circonscription de la Guadeloupe puis réélu — il est à la tête de la liste communiste — en 1986 au scrutin proportionnel. En 1988, il se présente dans la 2e circonscription et remporte le siège : il est reconduit dans ces fonctions jusqu'en 2002.
En 1991, tout en restant député, il quitte le parti communiste guadeloupéen (PCG) pour fonder avec d'autres dissidents, le Parti progressiste démocratique guadeloupéen (PPDG) pour lequel il est élu en 1993 et aux élections législatives de 1997. En 2002 et en 2007, il est battu par l'UMP Gabrielle Louis-Carabin.
Ernest Moutoussamy a été par ailleurs maire de Saint-François de 1989 à 2008. La même année, il est élu conseiller général de Saint-François et le demeure jusqu'en 1994, année où il abandonne volontairement son siège afin de ne pas cumuler les mandats avant le vote de la loi. Il a été aussi conseiller régional et vice-président du conseil régional de la Guadeloupe. Aux élections européennes de 1994, il est placé à la tête d'une liste de Rassemblement de l'Outremer.
Ernest Moutoussamy est également un écrivain, auteur depuis la fin des années 1970 de plus d'une trentaine d'ouvrages, : des essais, des recueils de poésie (y compris, avec humour, sur les assemblées politiques dont il fait partie, comme Des champs de canne à sucre à l'Assemblée nationale publié en 1993 ou encore Faune, flore, espèce rares du Palais-Bourbon (publié en 1994 et préfacé par Philippe Séguin), et des romans,.

## Décoration
- Médaille de la jeunesse, des sports et de l'engagement associatif, or (2025)[4].

## Détail des fonctions et des mandats
Mandats parlementaires
- 2 juillet 1981 - 1er avril 1986 : député de la 1re circonscription de la Guadeloupe
- 2 avril 1986 - 14 mai 1988 : député de la Guadeloupe
- 13 juin 1988 - 18 juin 2002 : député de la 2e circonscription de la Guadeloupe

Mandats locaux
- 1989 - mars 2008 : maire de Saint-François
- 1989 - mars 1994 : conseiller général du canton de Saint-François
- 2004 - 2010 : conseiller régional de la Guadeloupe

## Publications

### Essais et études
- Guadeloupe - Le mouvement communiste et ses députés sous la IVe République, L'Harmattan, 1986,  (ISBN 2-85802-645-9)
- La Guadeloupe et son indianité, Éditions caribéennes, Collection Parti-Pris, 1987,  (ISBN 2-87679-008-4)
- Les DOM-TOM enjeu géopolitique, économique et stratégique, L'Harmattan, 1988,  (ISBN 2-7384-0070-1)
- Un danger pour les DOM-TOM : l'intégration au marché européen de 1992, L'Harmattan, 1988,  (ISBN 2-7384-0173-2)
- Aimé Césaire, député à l'Assemblée nationale 1945-1993, L'Harmattan, 1993,  (ISBN 2-7384-2255-1)
- L'Outre-mer sous la présidence de François Mitterrand, L'Harmattan, 1996,  (ISBN 2-7384-4301-X)
- Inventer l'emploi en Outre-mer, L'Harmattan, 1997,  (ISBN 2-7384-5160-8)
- Les députés de l'Inde française à l'Assemblée nationale sous la IVe République, L'Harmattan, 2003,  (ISBN 2-7475-4020-0) (aperçu)
- Signification des noms indiens de Guadeloupe, Appasamy Murugaiyan et Ernest Moutoussamy, L'Harmattan, 2009,  (ISBN 978-2-296-07728-7)
- Inde-Guadeloupe : Hommage à la mémoire, Éditions Jasor, 2016,  (ISBN 979-1090675537), (OCLC 1015317793)
- Réquisitoire pour l'outre-mer, Neg Mawon Editions, 2017
- Peuple : Moun Gwadloup !, Jasor, 2017

### Poésie
- Cicatrices, Éditions caribéennes, Présence du livre africain, 1985
- Des champs de canne à sucre à l'Assemblée nationale, L'Harmattan, 1993,  (ISBN 2-7384-2002-8)
- Faune, flore, espèce rares du Palais-Bourbon, Collection club des poètes, préfacé par Philippe Séguin, 1994,  (ISBN 2-9506210-4-X)
- Métisse fille, Ibis Rouge Éditions, 2001,  (ISBN 2-84450-119-2)
- A la recherche de l'Inde perdue, L'Harmattan, 2004,  (ISBN 2-7475-5943-2)
- Des îles, baisers de dieu à la terre, L'Harmattan, 2006,  (ISBN 2-296-00054-1)
- Le message des fleurs des Antilles, Magguy Chaulet et Ernest Moutoussamy, Duo Presse, 2007,  (ISBN 2-9529418-0-7)
- Mon chemin, L'Harmattan, 2009,  (ISBN 978-2-296-10369-6)
- Aux arbres les enfants, Le Manuscrit, 2010,  (ISBN 978-2-304-03476-9)
- Occident enlève ta burqa !, L'Harmattan, 2010,  (ISBN 978-2-296-13216-0)
- Merci Maman !, L'Harmattan, 2011,  (ISBN 978-2-296-54924-1)
- Chant d'amour sous les tropiques , L'Harmattan, 2011,  (ISBN 978-2-296-55794-9)

### Romans
- Il pleure dans mon pays, Désormeaux, 1979
- Aurore, L'Harmattan, 1987
- Chacha et Sosso, L'Harmattan, 1994
- À la lumière de l'alphabet: ou le combat des enfants des champs de canne à sucre, L'Harmattan, 2016,  (ISBN 978-2343081113), (OCLC 954434777)
- J'ai quatre mamans, L'harmattan, 2022